# Le Theil-de-Bretagne
Theil-de-Bretagne (bret. An Tilh) – miejscowość i gmina we Francji, w regionie Bretania, w departamencie Ille-et-Vilaine.
Według danych na rok 1990 gminę zamieszkiwały 1123 osoby, a gęstość zaludnienia wynosiła 46 osób/km² (wśród 1269 gmin Bretanii Theil-de-Bretagne plasuje się na 532. miejscu pod względem liczby ludności, natomiast pod względem powierzchni na miejscu 393.).